# IC 3388
IC 3388 је елиптична галаксија у сазвјежђу Дјевица која се налази на листи објеката дубоког неба у Индекс каталогу.
Деклинација објекта је + 12° 49' 25" а ректасцензија 12h 28m 28,1s. Привидна величина (магнитуда) објекта IC 3388 износи 14,5 а фотографска магнитуда 15,5. Налази се на удаљености од 16,98 милиона парсека од Сунца. IC 3388 је још познат и под ознакама CGCG 70-109, VCC 1104, PGC 41018.